# Perfect Records

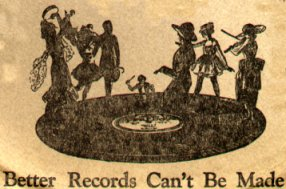
Perfect Records: „Better Records Can't Be Made“

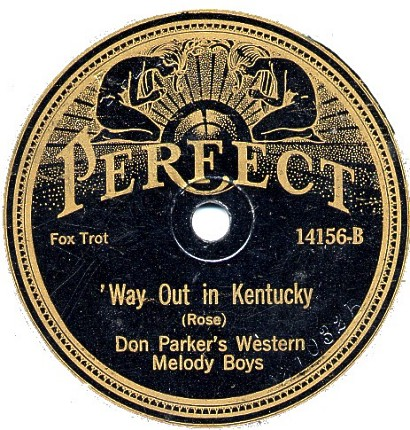
Don Parker's Western Melody Boys – Way Out In Kentucky (US)

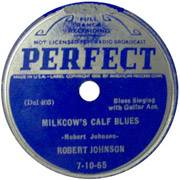
Robert Johnson – Milkcow's Calf Blues, ARC-Platte

Perfect Records war ein US-amerikanisches Plattenlabel der 1920er- und 1930er-Jahre und gehörte ab 1929 zu der American Record Corporation.

## Geschichte
Perfect Records wurde von dem französischen Plattenlabel Pathé Records für den US-amerikanischen Markt eingeführt. Im Gegensatz zu den meisten Schallplatten der Zeit wurden Perfect-Platten mit rötlichem Schellack hergestellt. 1927 wurde auch für kurze Zeit eine Serie für den britischen Markt geschaffen, die Aufnahmen der amerikanischen und französischen Pathé-Labels veröffentlichte. Die UK-Veröffentlichungen beinhalteten bis auf wenige Ausnahmen vor allem sogenannte „Dance Music“ und Jazz.
Ab 1929 gehörte Perfect zur American Record Corporation (ARC), die aus der Fusion verschiedener amerikanischer Labels – unter ihnen auch Pathé – entstanden war. ARC produzierte mit dem Label bis 1938 weiterhin Platten. Während dieser Zeit wurde das Aussehen der Platten vom auffälligen rot/braun in blau geändert. Da ARC dann aufgelöst wurde, gab man auch Perfect auf.

## Künstler
- Cliff Edwards
- Annette Hanshaw
- Gene Autry
- Vernon Dalhart
- Al Bernard
- Irving Kaufman
- Billy Murray
- Carson Robison
- Harlan Lattimore
- Frank Luther
- David Miller
- Cliff Carlisle
- Clarence Ashley
- Tex Ritter
- Darby and Tarlton